# Kojetín (Nový Jičín)

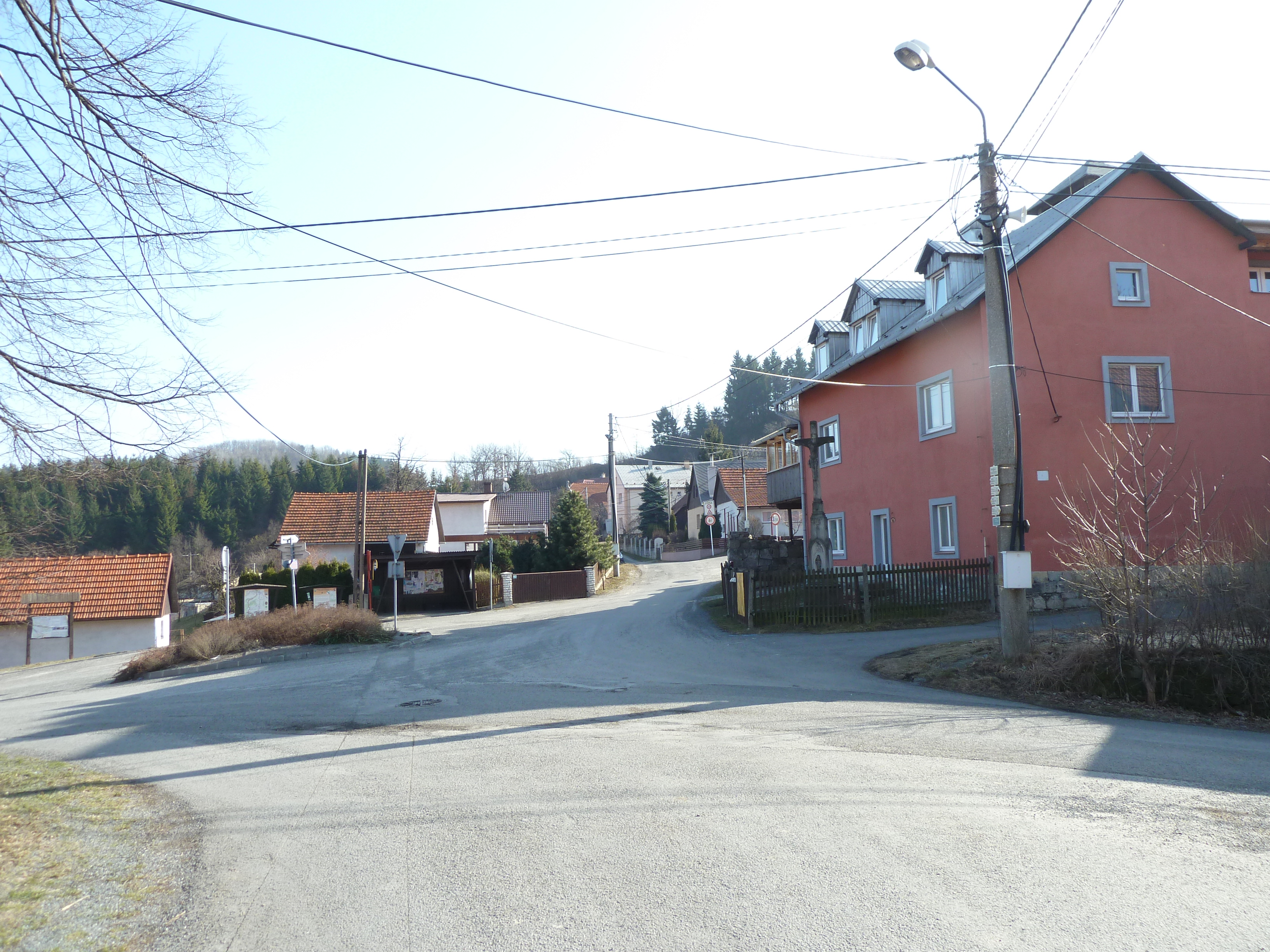
Dorfplatz

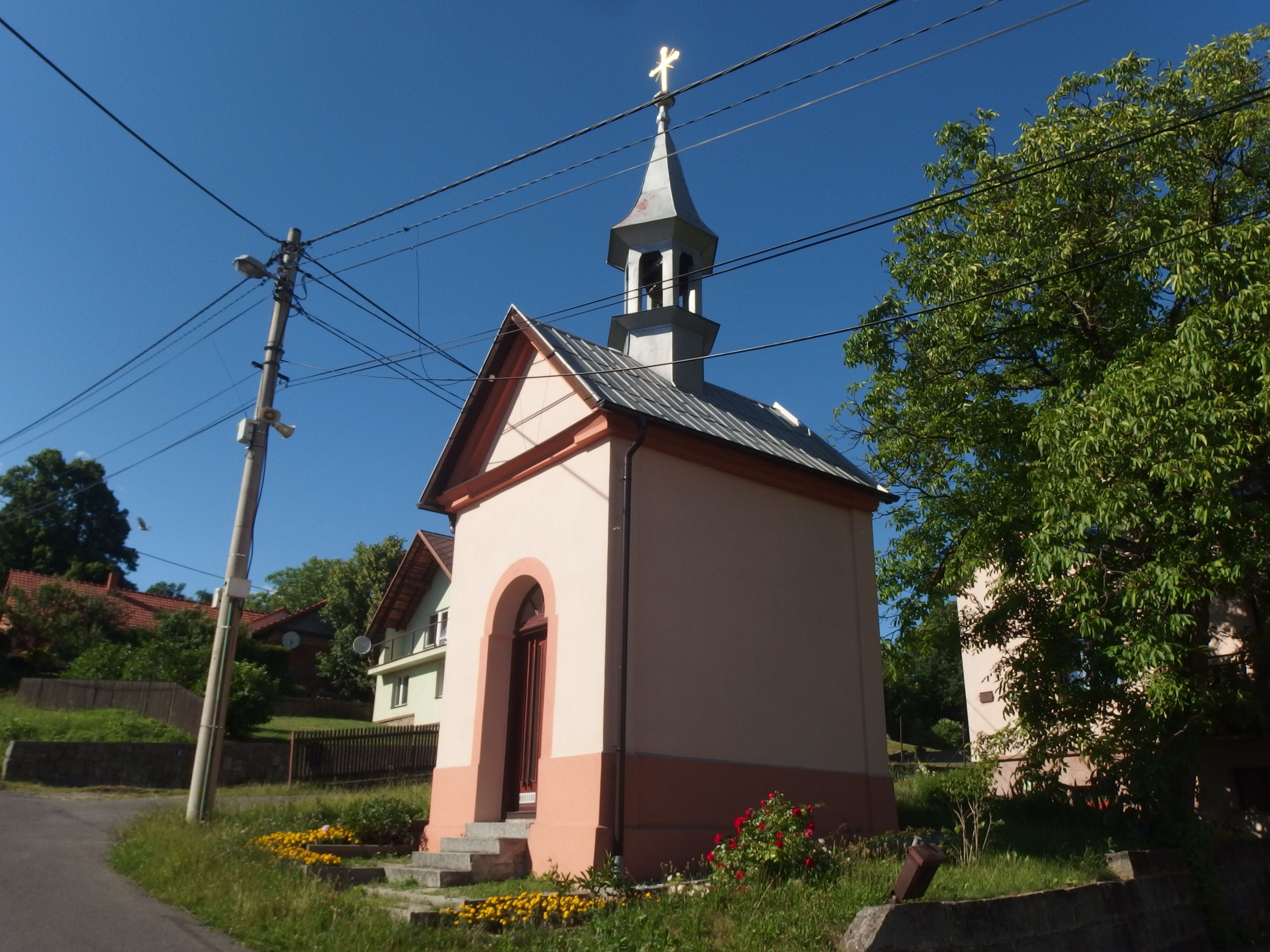
Kapelle

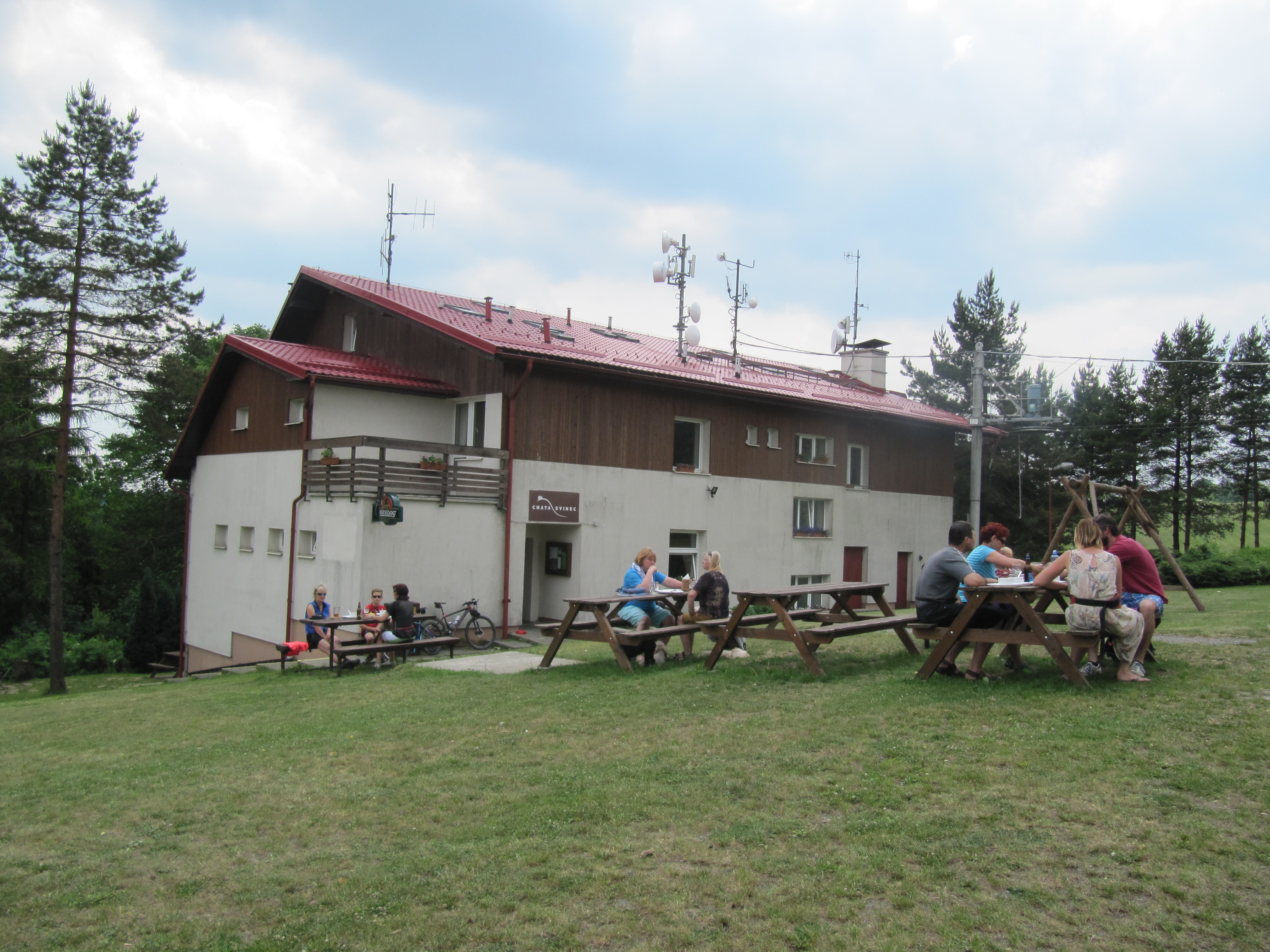
Chata Svinec

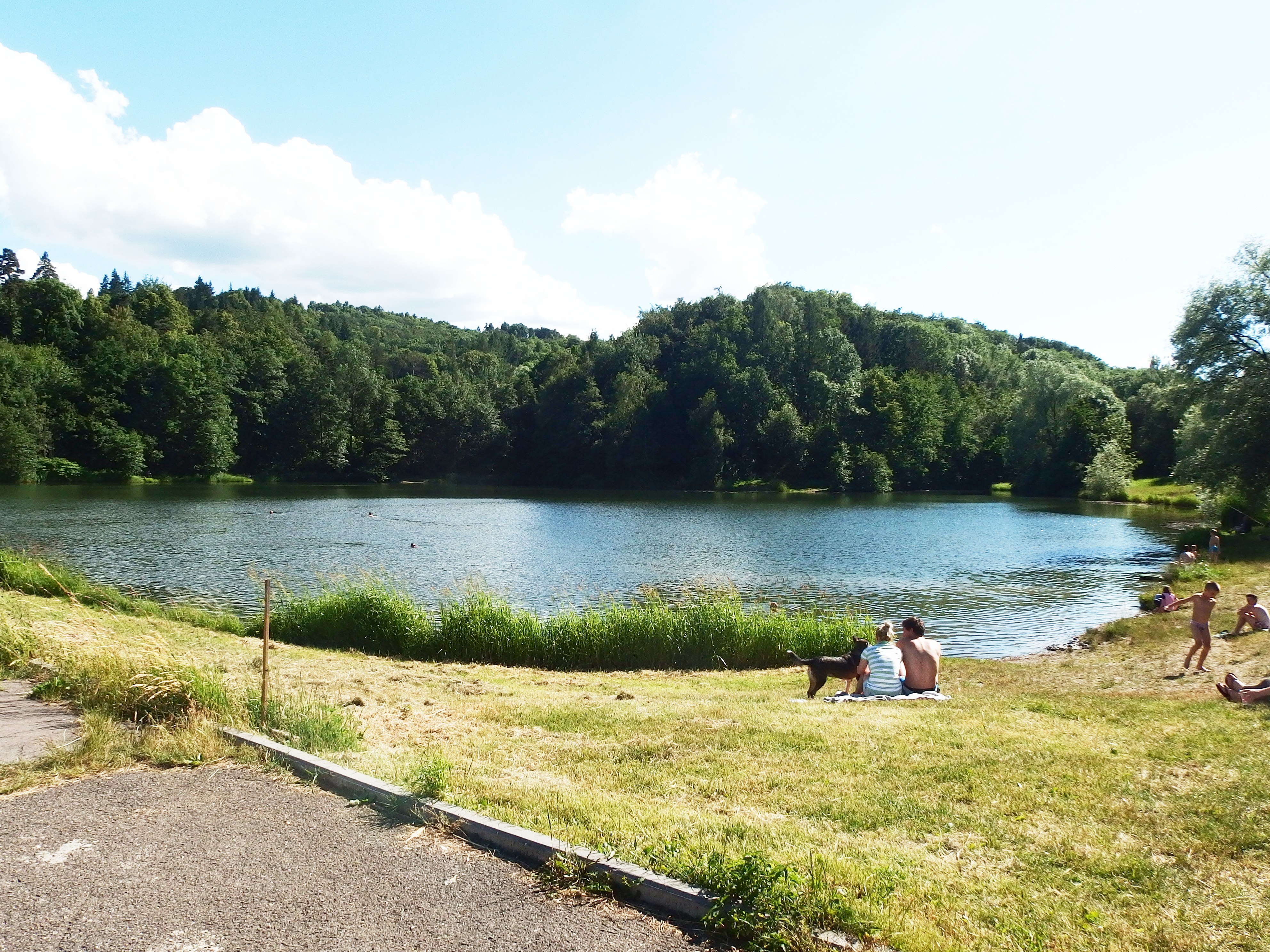
Čerťák

Kojetín (deutsch Kojetein) ist ein Ortsteil der Stadt Nový Jičín in Tschechien. Er liegt vier Kilometer südlich von Nový Jičín und gehört zum Okres Nový Jičín.

## Geographie
Kojetín erstreckt sich auf einem Sattel zwischen dem Svinec (Schwinz, 546 m n.m.) und der Strážnice (545 m n.m.) in der Podbeskydská pahorkatina (Vorbeskidenhügelland). Westlich des Dorfes befindet sich der Quellgrund der Grasmanka, östlich der des Kojetínský potok. Im Norden erhebt sich der Svinec, östlich der Čertův vrch (463 m n.m.), im Südosten der Stranický kopec (529 m n.m.), südlich die Strážnice und die Požaha (518 m n.m.) sowie der Dlouhý kopec (585 m n.m.) und die Petřkovická hora (608 m n.m.) im Südwesten. Das Dorf liegt auf dem Gebiet des Naturparks Podbeskydí.
Nachbarorte sind Žlabec und Loučka im Norden, Horní Předměstí, Čertův Mlýn und Bludovice im Nordosten, Hodslavice im Südosten, Straník und Jasenice im Süden, Perná, Bučí, Petřkovice und Palačov im Südwesten, Janovice und Starojická Lhota im Westen sowie Jičina im Nordwesten.

## Geschichte
Die erste urkundliche Erwähnung von Kojetin erfolgte 1497, als Peter von St. Jörgen und Pößing die Herrschaft Titschein mit allem Zubehör an Johann von Kunowitz verkaufte. Nachfolgende Besitzer der Herrschaft waren ab 1500 die Herren von Zierotin, nach der Schlacht am Weißen Berg die Freiherren Hofmann von Grünbüchel, ab 1706 die Freiherren Zeno zum Danhaus und ab 1772 die Reichsgrafen von Seilern und Aspang. 
Im Jahre 1835 bestand das im Prerauer Kreis gelegene Dorf Kojetein bzw. Kojetin aus 32 Häusern, in denen 178 Personen lebten. Haupterwerbsquelle bildete die Landwirtschaft, insbesondere die Rinderzucht. Wegen seiner Fernsicht, die den Alt Titscheiner Burgberg bei weitem übertraf, wurde der Swinetz häufig von Fremden bestiegen. Pfarrort war Alt Titschein. Bis zur Mitte des 19. Jahrhunderts blieb Kojetein der Herrschaft Alt Titschein untertänig.
Nach der Aufhebung der Patrimonialherrschaften bildete Kojetín ab 1849 eine Gemeinde im Gerichtsbezirk Neutitschein. Ab 1869 gehörte Kojetín zum Bezirk Neutitschein. Zu dieser Zeit hatte das Dorf 213 Einwohner und bestand aus 32 Häusern. 1875 verkaufte Karl Maximilian von Seilern und Aspang das Schloss Starý Jičín für 2500 Gulden an die Gemeinden Starý Jičín, Vlčnov, Jičina und Kojetín, die es zu einer Schule umbauten. Im Jahre 1900 lebten in Kojetín 206 Personen, 1910 waren es 216. 1905 erhielt das Dorf eine eigene Schule. Im selben Jahr erwarb Friedrich Deym von Střítež die Grundherrschaft Starý Jičín. Im Jahre 1930 bestand Kojetín aus 44 Häusern und hatte 235 Einwohner. Nach dem Münchner Abkommen wurde das rein mährischsprachige Dorf 1938 zunächst dem Deutschen Reich zugeschlagen. Im Zuge weiterer Grenzregulierungen wurde Kojetein am 24. November 1938 wieder aus dem Landkreis Neu Titschein ausgegliedert und an die Tschechoslowakei zurückgegeben. Bis 1945 war Kojetín danach dem neu gebildeten Bezirk Wallachisch Meseritsch zugeordnet und kam nach Kriegsende wieder zum Okres Nový Jičín zurück. Mit Beginn des Jahres 1974 wurde Kojetín nach Nový Jičín eingemeindet.  Beim Zensus von 2001 lebten in den 57 Häusern von Kojetín 160 Personen.

## Ortsgliederung
Zu Kojetín gehört die Einschicht Čertův Mlýn (Teufelsmühle).
Der Ortsteil Kojetín bildet den Katastralbezirk Kojetín u Starého Jičína.

## Söhne und Töchter des Ortes
- František Hrachovec (1867–1923), Holzschnitzer[4]
- Josef Bezděk (1906–1971), Bildhauer[5]

## Sehenswürdigkeiten
- Kapelle im Ortszentrum
- Stauweiher Čerťák im Tal des Kojetínský potok, das 3,5 ha große Gewässer dient als Badesee und zum Sportfischen
- Naturreservat Svinec
- Burgstätte Požaha, südlich des Dorfes auf dem gleichnamigen Hügel. Die Funde in der 20 ha großen Anlage lassen sich der Hallstattkultur, Latènekultur und Puchauer Kultur zuordnen.[6] Sie gilt als ältester Nachweis der Puchauer Kultur in Mähren.
- Naturdenkmal Pikritové mandlovce u Kojetína, Pikritmandelsteine am südlichen Ortsausgang. Das Gestein entstand durch Ablagerung heißer Vulkanbomben.
- Steinbruchteich im ehemaligen Pikritbruch am Westhang der Strážnice